# Mickey Spillane
Mickey Spillane właśc. Frank Morrison Spillane (ur. 9 marca 1918 w Nowym Jorku, zm. 17 lipca 2006 w Murrels Inlet w Karolinie Południowej) – amerykański pisarz, autor powieści kryminalnych, twórca postaci Mike'a Hammera.

## Zarys biografii
Spillane urodził się w Brooklynie. Karierę literacką zaczął w 1935 od pisania opowiadań na potrzeby magazynów ilustrowanych, był także autorem tekstów do popularnych serii komiksowych (Batman, Superman). Po ataku na Pearl Harbor zaciągnął się do armii amerykańskiej, służył m.in. w korpusie lotniczym.
W 1947 opublikował pierwszą książkę (Ja jestem sądem) z cyklu o Mike'u Hammerze. Spillane stworzył w nim postać brutalnego prywatnego detektywa – Hammer, cyniczny samotnik, w swoich śledztwach chętnie korzysta z pięści, bije nawet kobiety. Spillane pisał też powieści z innymi bohaterami niż Hammer, a jego książki są wydawane w wielu krajach (również w Polsce).
Z twórczości Spillane chętnie korzystają filmowcy – na podstawie jego utworów zrealizowano kilka filmów fabularnych i seriali telewizyjnych. Pisarz napisał scenariusz kilku z tych produkcji, a w 1963 sam zagrał Mike'a Hammera w The Girl Hunters. W roli zamordowanego pisarza pojawia się także w jednym z odcinków serialu Columbo.

## Wybrana twórczość
Powieści z Hammerem
- I, the Jury (1947) (wyd. pol. Ja jestem sądem, 2008)
- My Gun is Quick (1950)
- Vengeance is Mine! (1950)
- One Lonely Night (1951)
- The Big Kill (1951)
- Kiss Me, Deadly (wyd. pol. Śmiertelny pocałunek, 1952)
- The Girl Hunters (1962)
- The Snake (1964)
- The Twisted Thing (1966)
- The Body Lovers (1967)
- Survival... Zero! (1970)
- The Killing Man (1989)
- Black Alley (1996)

Inne
- The Long Wait (wyd. pol. Długie oczekiwanie, 1951)
- The Deep (1961)
- The Day of the Guns (1964)
- Bloody Sunrise (1965)
- The Death Dealers (1965)
- The By-Pass Control (1967)
- The Delta Factor (1969)
- The Erection Set (1972) (wyd. pol. Powrót, 1995)
- The Last Cop Out (1973)